# Prodromus Florae Peninsulae Indiae Orientalis
Prodromus Florae Peninsulae Indiae Orientalis (abreviado Prodr. Fl. Ind. Orient.) es un libro con ilustraciones y descripciones botánicas que fue escrito conjuntamente por Robert Wight y George Arnott Walker Arnott. Fue publicado en el año 1834.